# Camarana bicoloripes
Camarana bicoloripes is een hooiwagen uit de familie Gonyleptidae. De wetenschappelijke naam van Camarana bicoloripes gaat terug op H. Soares.